# Agenor Muñiz
Pour les articles homonymes, voir Muniz.
Agenor Muñiz (né le 2 février 1910 à Montevideo en Uruguay et mort le 28 janvier 1962) est un joueur de football international uruguayen, qui évoluait au poste de défenseur.

## Biographie

### Carrière en club
Avec le club de Montevideo Wanderers, il remporte un championnat d'Uruguay.

### Carrière en sélection
Avec l'équipe d'Uruguay, il joue 31 matchs (pour un but inscrit) entre 1933 et 1944. 
Il figure dans le groupe des sélectionnés lors des championnats sud-américains de 1935, de 1937 et de 1942. La sélection uruguayenne remporte la compétition en 1935 et 1942.

## Palmarès
| Montevideo Wanderers - Championnat d'Uruguay (1) : - Vainqueur : 1931. |  | Uruguay - Championnat sud-américain (2) : - Vainqueur : 1935 et 1942. |